# 臥底兄弟
《臥底兄弟》（英語：Undercover Brother）是一部2002年美國黑人剝削動作喜劇片，由馬爾科姆·D·李執導，约翰·里德利和麥可·麥卡勒斯編劇。該片戲仿了1970年代的黑人剝削電影及許多其他電影，其中最著名的是《007》系列電影。其主演包括艾迪·葛瑞芬、克里斯·卡坦、丹妮絲·理查茲、戴夫·查普爾、安潔紐·艾莉絲、尼爾·派屈克·哈里斯、契·麥克布萊德和比利·迪·威廉斯。
《臥底兄弟》2002年5月31日美國上映，並取得了成功的口碑。續集《臥底兄弟2》於2019年推出。

## 演員
- 艾迪·葛瑞芬飾演臥底兄／安東·傑克森（Undercover Brother / Anton Jackson）
- 克里斯·卡坦飾演羽先生（Mr. Feather）
- 丹妮絲·理查茲飾演白女魔／潘妮洛普·史諾（White She-Devil / Penelope Snow）
- 安潔紐·艾莉絲飾演俏女郎（Sistah Girl）
- 戴夫·查普爾飾演陰謀兄瓊斯（Conspiracy Brother Jones）
- 契·麥克布萊德（英语：Chi McBride）飾演老闆（The Chief）
- 尼爾·派屈克·哈里斯飾演實習生蘭斯（Lance the Intern）
- 蓋瑞·安東尼·威廉姆斯（英语：Gary Anthony Williams）飾演智多兄（Smart Brother）
- 比利·迪·威廉斯飾演華倫·鮑威爾將軍（Gen. Warren Boutwell）
- 傑克·諾斯沃迪飾演艾利斯先生（Mr. Elias）
- 詹姆士·布朗飾演他自己
- 羅伯特·特朗布爾（Robert Trumbull）飾演白老大（The Man）

## 反響
《臥底兄弟》收穫正面居多的評價。在爛番茄網站上根據130條評論而持有77%的新鮮度，平均得分6.8／10；該網站共識：「節奏輕快、充滿種族玩笑的《臥底兄弟》帶來了諸多笑料和尖刻的諷刺。」而在Metacritic上則獲得69分（滿分100分）。

## 外部連結
- 互联网电影数据库（IMDb）上《Undercover Brother》的资料（英文）
- AllMovie上《Undercover Brother》的资料（英文）
- Box Office Mojo上《Undercover Brother》的資料（英文）